# ستايسي دراغيلا
ستايسي رينيه ميكائيلسون (ولدت في 25 مارس 1971) هي لاعبة قفز بالزانة أمريكية المعروفة باسم ستايسي رينيه دراغيلا فازت بأول ميدالية ذهبية في رياضة القفز بالزانة للسيدات في دورة الألعاب الأولمبية الصيفية 2000 في سيدني، إستراليا، بطلة وطنية 17 مرة، خلال فترة 10 سنوات من 1996 إلى 2005، بطلة الولايات المتحدة داخل الصالات ثماني مرات وبطلة الولايات المتحدة في الهواء الطلق تسع مرات تسع مرات (1996، 97، 99، 2005)، حائزة على الميدالية الذهبية في بطولة العالم مرتين (1999 و 2001)؛ بطل العالم داخل الصالات عام 1997، حاملة الرقم القياسي العالمي 10 مرات، حصلت على جائزة جيسي أوينز مرتين. 
في عام 2014، تم اختيارها ليكون اسمها ضمن قاعة المشاهير الوطنية لألعاب المضمار والميدان.

## مسيرة القفز بالزانة
فازت ستايسي مسابقة القفز بالزانة للسيدات في التجارب الأولمبية الأمريكية عام 1996. كان القفز بالزانة للسيدات حدثًا استعراضيًا في التجارب، ولم يكن مدرجًا في برنامج الألعاب الأولمبية عام 1996 في أتلانتا.
في مارس 1997، فازت بمسابقة القفز بالزانة في بطولة العالم لألعاب القوى داخل الصالات 1997 وحققت أول رقم قياسي لها في القفز بالزانة داخل الصالات، 4.48 متر، وفي بطولة العالم في الهواء الطلق 1999، فازت مرة أخرى بالميدالية الذهبية وحققت أول رقم قياسي لها في القفز بالزانة خارج الصالات، 4.60 متر، خلال مسيرتها المهنية حققت أو تعادلت مع الرقم القياسي العالمي داخل الصالات 8 مرات والرقم القياسي العالمي خارج الصالات 10 مرات.

بعد فوزها في التجارب الأولمبية الأمريكية لعام 2000 وإعادة ضبط الرقم القياسي العالمي عند 4.63 متر (15 قدمًا و2 بوصة)، فازت دراجيلا بأول ميدالية ذهبية أولمبية في القفز بالزانة للسيدات في الألعاب الأولمبية لعام 2000 في سيدني.

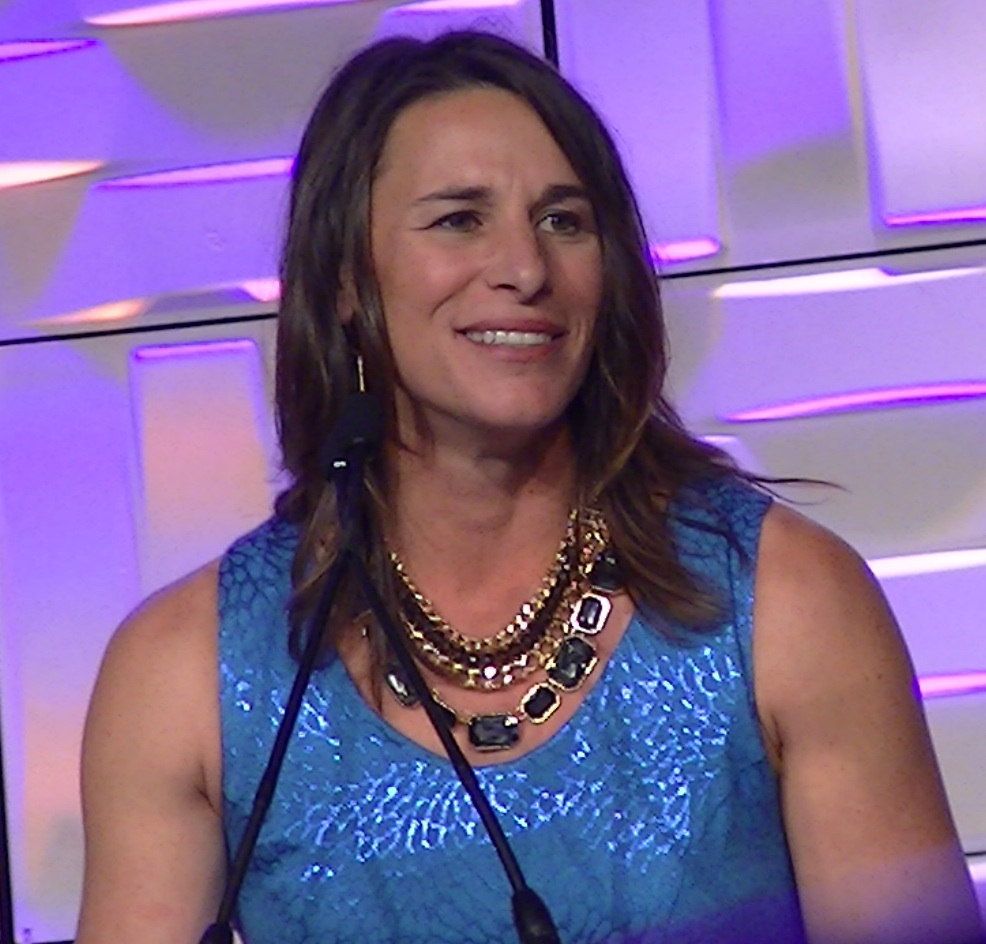
ستايسي خلال دخولها إلى قاعة المشاهير الوطنية لألعاب المضمار والميدان

كانت بطولة العالم في 2009 آخر بطولة كبرى لدراجيلا. حيث أنهت البطولة بقفزة بلغت 4.25 متر، ولم تتقدم إلى نهائي القفز بالزانة..
على الرغم من أنها قفزت 4.70 متر في سن 37 عامًا، إلا أن قفزتها التي يبلغ طولها 4.55 متر في سن 38 عامًا في عام 2009 تم التصديق عليها الرقم القياسي العالمي للماسترز حتى 2017.

## الألقاب الوطنية
- بطولة الولايات المتحدة الأمريكية لألعاب القوى في الهواء الطلق
  - القفز بالزانة (9): 1996†، 1997، 1999، 2000، 2001، 2002، 2003، 2004، 2005
- بطولة الولايات المتحدة الأمريكية لألعاب القوى في الأماكن المغلقة
  - القفز بالزانة (8): 1996، 1997، 1998، 1999، 2000، 2001، 2003، 2004

† كانت مسابقة عام 1996 حدثًا غير بطولة

## المسابقات الدولية
| عام  | المسابقة                               | المكان            | المركز        | الحدث         |
| ---- | -------------------------------------- | ----------------- | ------------- | ------------- |
| 1997 | بطولة العالم لألعاب القوى داخل الصالات | باريس، فرنسا      | المركز الأول  | القفز بالزانة |
| 1999 | بطولة العالم                           | إشبيلية، إسبانيا  | المركز الأول  | القفز بالزانة |
| 2000 | الألعاب الأولمبية                      | سيدني، أستراليا   | المركز الأول  | القفز بالزانة |
| 2001 | بطولة العالم                           | إدمونتون، ألبرتا  | المركز الأول  | القفز بالزانة |
| 2001 | دورة ألعاب النوايا الحسنة              | بريسبان، أستراليا | المركز الأول  | القفز بالزانة |
| 2003 | نهائي بطولة العالم لألعاب القوى        | فونتفيل، موناكو   | المركز الأول  | القفز بالزانة |
| 2004 | بطولة العالم لألعاب القوى داخل الصالات | بودابست، المجر    | المركز الثاني | القفز بالزانة |

## الجوائز
- جوائز ألعاب القوى العالمية

أفضل رياضية في العالم (سيدات): 2001